# Église intérieure du Soudan
L’Église intérieure du Soudan (anglais : Sudan Interior Church) est une association chrétienne évangélique d'églises baptistes au Soudan.  Elle est affiliée à l’Alliance baptiste mondiale. Son siège est situé à Khartoum. Son dirigeant est Ramadan Chan.

## Histoire
L’Église intérieure du Soudan a ses origines dans une mission évangélique américaine appelée Sudan Interior Mission de la Society for International Ministries (maintenant appelée SIM) en 1936. Elle est fondée en 1963 . En 2014, elle compterait 120 églises et 25,000 membres. Selon un recensement de l’association, en 2023 elle disait avoir 469 églises et 133,000 membres.